# نظریه ارگودیک
در ریاضیات، به یک تبدیل اندازه‌نگهدار T در فضای احتمال، ارگودیک گفته می‌شود اگر تمام مجموعه‌های اندازه‌پذیر ثابت تحت T دارای اندازه‌های ۰ یا ۱ باشند. یک عبارت قدیمی‌تر برای این خاصیت تراگذری متریک بوده‌است. نظریهٔ ارگادیک و مطالعات تبدیلات ارگادیک، در کنار تلاش‌های صورت گرفته برای اثبات فرضیه ارگادیک از فیزیک آماری به وجود آمده‌است.
نظریه ارگودیک مربوط به شاخه‌ای از علم ریاضیات است که سیستم‌های پویا با یک معیار ثابت ومسائل مربوط به آن‌ها را بررسی می‌کند. این نظریه در ابتدا توسط مسائل مربوط به فیزیک آماری توسعه یافت. یک جنبه اصلی نظریه ارگودیک مربوط به رفتار سیستم‌های پویا در بلند مدت است. اولین نتایجی که در این زمینه به دست آمد مربوط به نظریه بازگشتی Poincaré است. تئوری که ادعا دارد اغلب نقاط در هر زیر مجموعه‌ای از فضای حالت سرانجام دوباره به مجموعه بازمی‌یابد. بیشتر اطلاعات دقیق از طریق نظریات متنوع ارگودیک فراهم شده‌است. این نظریات بیان می‌کنند که تحت شرایط خاص میانگین زمانی یک تابع در طول مسیرهایی که تقریباً در همه جا وجود دارند و مر بوط به میانگین فضایی است. از مهم‌ترین مثال‌های مربوط به نظریه ارگودیک به Birkhoff و von Neumann برای انواع خاصی از سیستم‌های ارگودیک، میانگین زمانی تقریباً برای تمام نقاط ابتدایی یکی است: از لحاظ آماری می‌توان گفت سیستمی که شامل یک روند بلند مدت است حالات ابتدایی اش را فراموش می‌کند. مسئله مربوط به اندازه‌گیری در طبقه‌بندی کردن سیستم‌ها بخش مهمی از نظریه ارگودیک است. نقش برجسته نظریه ارگودیک وکاربرد آن در فرایندهای تصادفی از طریق مفاهیم متنوعی از واحد اندازه‌گیری ترمودینامیک در سیستم‌های پویا ارائه می‌شود. مفاهیم ergodicity و فرضیات ارگودیک از مفاهیم اصلی کاربردی نظریه ارگودیک هستند. ایده تحت بررسی این است که در سیستم‌های خاص میانگین زمانی به‌طور متوسط در طول تمام فضا یکسان است. کاربرد نظریه ارگودیک در دیگر شاخه‌های علوم ریاضی معمولاً سیستم‌هایی با ویژگی‌های خاص ایجاد کرده‌است.

## تعریف ارگادیک
متوسط زمان تابع خوش‌رفتار f را در نظر بگیرید. این به عنوان متوسط بر روی تناوب T با شروع از نقطهٔ آغاز x تعریف می‌شود.
{\displaystyle {\hat {f}}(x)=\lim _{n\rightarrow \infty }\;{\frac {1}{n}}\sum _{k=0}^{n-1}f\left(T^{k}x\right)}
همچنین متوسط فضایی یا متوسط فازی f، که به صورت
{\displaystyle {\bar {f}}=\int f\,d\mu }
تعریف می‌شود که در آن μ اندازهٔ فضای احتمال است.
در کل متوسط زمانی و متوسط فضایی ممکن است با هم متفاوت باشند، اما اگر انتقال ما ارگادیک و اندازه‌نگهدار باشد، آنگاه تقریباً در همه‌جا میانگین زمانی برابر میانگین فضا خواهد بود.
این منجر به قضیهٔ ارگادیک است.

## ریشه لغت ارگودیک
کلمه ارگودیک از کلمه یونانی έργον and όδος مشتق شده‌است. Boltzmann زمانی که روی یک مسئله در زمینه مکانیزم‌های آماری کار می‌کرد این کلمه را انتخاب کرد.

## تعریف نمادین
فرض کنید که {\displaystyle (X,\;\Sigma ,\;\mu \,)} یک فضای احتمال و{\displaystyle T:X\to X} یک تبدیل قابل اندازه‌گیری است در این صورت می‌گوییم Tنسبت به{\displaystyle \mu } ارگودیک است (یا به‌طور جایگزین {\displaystyle \mu } نسبت به T ارگودیک است) اگر یکی از تعریف‌های معادل زیر برقرار باشد:
- for every {\displaystyle E\in \Sigma } with {\displaystyle T^{-1}(E)=E\,} either {\displaystyle \mu (E)=0\,} or {\displaystyle \mu (E)=1\,}.
- for every {\displaystyle E\in \Sigma } with {\displaystyle \mu (T^{-*1}(E)\bigtriangleup E)=0} either {\displaystyle \mu (E)=0\,} or {\displaystyle \mu (E)=1\,} (where {\displaystyle \bigtriangleup } denotes the symmetric difference).
- for every {\displaystyle E\in \Sigma } with positive measure we have {\displaystyle \mu (\cup _{n=1}^{\infty }T^{-n}E)=1}.
- for every two sets E and H of positive measure, there exists an n> ۰ such that {\displaystyle \mu (T^{-n}E\cap H)>0}.

## مثالها
- یک دوران گنگ دایره R/Z با T: x → x+θ که θ گنگ است ارگودیک است. در حالیکه اگر θ = p/q گویا باشددر این صورت T متناوب با دوره تناوب q است ونمی تواند ارگودیک باشد.
- اگر فرض کنیم کهG یک گروه فشرده آبلی باشد μ معیار نرمالیزه شده Haar باشد وT * یک گروه خود سان از G* باشد. T خودسان ارگودیک است اگر و فقط اگر معادلهT*)n(χ)=χ)در صورتی برقرار باشد که n = ۰ یاχ ویژگی بدیهی G باشد. اگر G یک طبق n بعدی باشدوخودسان T با یک ماتریس صحیح A نشان داده شود در این صورت T یک ارگودیک است هیچ‌کدام از مقادیر ویژه A یک ریشه واحد نباشد.
- ergodicity یک سیتم پویای پیوسته به این معنی است که خطوط مسیر در اطراف فضای حالت پخش شده‌اند. یک سیتم با یک فضای حالت فشرده که دارای اولین انتگرال ثابت نیست نمی‌تواند ارگودیک باشد؛ که این در سیستم هاملتیونی که اولین انتگرال I به‌طور تابعی مستقل از از تابع هاملتیون H ومجموعه فشرده{X = {(p, q): H(p, q)=Eبا یک انرژی ثابت کاربرد دارد.

## نظریه‌های ارگودیک
فرض کنیم که  {\displaystyle T:X\to X} یک تبدیل قابل اندازه‌گیری روی فضای اندازه‌گیری{\displaystyle (X,\Sigma ,\mu )} است. پس میانگین زمانی {\displaystyle \mu } یک تابع f انتگرال پذیر است یعنی:
{\displaystyle f\in L^{1}(\mu )}.
میانگین زمانی به عنوان میانگینی در طول تکرارهایی ازT که از تعدادی نقطه ابتدایی x شروع شده است:
{\displaystyle {\hat {f}}(x)=\lim _{n\rightarrow \infty }\;{\frac {1}{n}}\sum _{k=0}^{n-1}f\left(T^{k}x\right).}
- اگر {\displaystyle \mu (X)} محدود وغیر صفر باشد در این صورت می‌توانیم میانگین مکانی از f را به صورت زیر تعریف کنیم:

{\displaystyle {\bar {f}}={\frac {1}{\mu (X)}}\int f\,d\mu .\quad {\text{ (For a probability space,}}\mu (X)=1.)}
- در کل میانگین زمانی ومکانی ممکن است متفاوت باشند. اما اگر تبدیل ارگودیک باشد واندازه‌گیری نا متغیر باشد در این صورت تقریباً در همه جا میانگین زمانی با میانگین مکانی معادل است. این خلاصه‌ای از نظریه ارگودیک از دیدگاه جورج دیوید بیرکهوف است. تئوری توزیع همسان مورد ویژه‌ای از نظریه ارگودیک است که با توزیع‌های احتمال روی یک بازه واحد بررسی می‌شود.

حالت قوی نظریه ارگودیک که محدود به تعریفی از میانگین زمانی f می‌باشد وتقریبا برای هر x وتابع حدی انتگرال پذیر {\displaystyle {\hat {f}}} وجود دارد:
{\displaystyle {\hat {f}}\in L^{1}(\mu ).\,}
- علاوه برآن {\displaystyle {\hat {f}}} نسبت به T نا متغیر است یعنی می‌توان گفت که:

{\displaystyle {\hat {f}}\circ T={\hat {f}}\,} تقریباً در همه جا برقرار است واگر {\displaystyle \mu (X)} محدود باشد در این صورت نرمال‌سازی نیز به یکسان است:
{\displaystyle \int {\hat {f}}\,d\mu =\int f\,d\mu .}
- اگر T به صورت ارگودیک باشد در این صورت  {\displaystyle {\hat {f}}} باید ثابت باشد وبنابراینداریم:

{\displaystyle {\bar {f}}={\hat {f}}\,}
با ادغام اولین به آخرین ادعا وبا فرض اینکه {\displaystyle \mu (X)} محدود وغیر صفر است داریم:
{\displaystyle \lim _{n\rightarrow \infty }\;{\frac {1}{n}}\sum _{k=0}^{n-1}f\left(T^{k}x\right)={\frac {1}{\mu (X)}}\int f\,d\mu }
- بنابراین تقریباً برای تمام xها به جز آن‌هایی که مجموعه‌ای با اندازه صفر هستند قطعاً برای یک تبدیل ارگودیک میانگین زمانی تقریباً معادل میانگین مکانی است.

## قاعده‌سازی احتمالی:قضیه Birkhoff–Khinchin
قضیه Birkhoff–Khinchin می‌گوید با فرض اینکه {\displaystyle f} قابل اندازه‌گیری باشد {\displaystyle E(|f|)<+\infty } و{\displaystyle T} یک نگاشت حفظ‌کننده اندازه‌گیری باشد سپس داشته باشیم:
{\displaystyle \lim _{n\rightarrow \infty }\;{\frac {1}{n}}\sum _{k=0}^{n-1}f\left(T^{k}x\right)=E(f|{\mathcal {C}}){\text{ a.s.}},}
به‌طوری‌که {\displaystyle E(f|{\mathcal {C}})} میانگین شرطی {\displaystyle \sigma } جبری داده شده {\displaystyle {\mathcal {C}}} از مجموعه نا متغیر{\displaystyle T} است.
نتیجه فرعی این است که اگر {\displaystyle T}  به صورت ارگودیک باشد در این صورت{\displaystyle {\mathcal {C}}}  یک {\displaystyle {\mathcal {C}}} جبری بدیهی است بنابراین:
{\displaystyle \lim _{n\rightarrow \infty }\;{\frac {1}{n}}\sum _{k=0}^{n-1}f\left(T^{k}x\right)=E(f){\text{ a.s.}}}

## حد متوسط قضیه ارگودیک
صورت دیگر قضیه ارگودیک مر بوط به حد متوسط قضیه ارگودیک است که توسط Neumann von  ارائه شد ه و در فضای Hilbert برقرار است.
فرض کنید که {\displaystyle U}  یک اپراتورواحد روی فضای Hilbert یعنی {\displaystyle H} باشد یا به‌طور کلی تر یک اپراتور خطی هم اندازه باشد. این بدان معنی است که لازم نیست اپراتور خطی رابطه {\displaystyle \|Ux\|=\|x\|} for all {\displaystyle x\in H} را برقرار کند یا به‌طور معادل {\displaystyle U^{*}U=I,} را ارضاء کند و اما لازم نیست که {\displaystyle UU^{*}=I} باشد.
فرض کنید که {\displaystyle P} یک تصویر متعامد روی
{\displaystyle \{\psi \in H|U\psi =\psi \}=\operatorname {Ker} (I-U)} باشد در این صورت برای هر {\displaystyle x\in H} داریم:
{\displaystyle \lim _{N\to \infty }{1 \over N}\sum _{n=0}^{N-1}U^{n}x=Px,}
- به‌طوری‌که حد نسبت به اندازه روی H است.

{\displaystyle {\frac {1}{N}}\sum _{n=0}^{N-1}U^{n}}
به عبارت دیگر توالی میانگین‌ها نسبت به P در توپولوژی اپراتور قوی همگرا می‌شود. این قضیه خاص مواردی است که که در آن فضای Hilbert یعنی H شامل L۲ تابع روی فضای اندازه‌گیری است برای یک اپراتور وU به صورتL۲ تابع روی فضای اندازه‌گیری است برای یک اپراتور وU به صورت:{\displaystyle Uf(x)=f(Tx)\,}  است که طوری‌که T یک حفظ‌کننده اندازه‌گیری درونی X است. اگر چه در عمل نماینده‌ای از یک مرحله زمانی در یک سیستم پویای گسسته است.
- بنابراین قضیه ارگودیک عملکرد میانگین تابع f را در طول یک مقیاس زمانی به اندازه کافی بزرگ ارزیابی می‌کند که از طریق جزء متعامد از f که نسبت به زمان نامتغیر است تقریب زده شده‌است.

صورت دیگر قضیه حد متوسط ارگودیک این است که فرض کنیم Ut یک گروه یک پارامتری اکیداً پیوسته از اپراتور واحد روی H باشد در این صورت اپراتور به صورت زیر است:
{\displaystyle {\frac {1}{T}}\int _{0}^{T}U_{t}\,dt}
که همچنان که T → ∞ آن نیز به توپولوژی اپراتور قوی همگرا می‌شود. در حقیقت این نتایج به مواردی از پیوستگی اکید نیم گروه یک پارامتری از اپراتورهای متمایل به فضای باز تابنده تعمیم داده می‌شود.
تذ کر: قضیه حد متوسط ارگودیک را می‌توان از طریق ملاحظه مواردی که تعدادی مجموعه با طول واحد به عنوان تبدیلات واحد روی صفحه چند جزئی هستند در نظر گرفت. اگر ما یک تعداد ترکیب منفرد از طول واحد را برگزینیم (چیزی که به عنوان {\displaystyle U} آن را در نظر می‌گیریم) مشهود است که این ترکیب با توانی که دارد دایره را سیر می‌کند. از آنجایی که دایره پیرامون ۰ متقارن است منطقی است که متوسط توان {\displaystyle U} نیز به صفر همگرا خواهد بود. همچنین ۰ تنها نقطه ثابت {\displaystyle U} است وبنابراین تصویر آن روی فضایی از نقاط ثابت باید به صورت یک اپراتور صفر باشد که مطبق با حدی است که قبلاً ذکر کردیم.

## همگرایی میانگین‌های ارگودیک در مقیاس‌هایLp{\displaystyle L^{p}}
فرض کنید که {\displaystyle (X,\Sigma ,\mu )} به عنوان فضای احتمالی بالا با تبدیل حفظ کننوه اندازه‌گیری T باشد وفرض کنید که {\displaystyle 1\leq p\leq \infty }. میانگین شرطی نسبت به مجموع جبری σ، {\displaystyle \Sigma _{T}} از T مجموعه نا متغیر یک تصویرگر خطی{\displaystyle E_{T}}  با اندازه ۱ از فضای Banach {\displaystyle L^{p}(X,\Sigma ,\mu )} به زیر فضای بسته {\displaystyle L^{p}(X,\Sigma ,\mu )} است؛ که بعداً ممکن است به عنوان فضایی از همه Tهای نا متغیر توابع {\displaystyle L^{p}} روی X طبقه‌بندی شود. همچنین میانگین‌های ارگودیک به عنوان اپراتورهای خطی روی {\displaystyle L^{p}(X,\Sigma ,\mu )} دارای یک اپراتور با اندازه واحد است. به عنوان یک تنیجه‌گیری ساده از قضیه Birkhoff–Khinchin همگرایی به تصویر گر {\displaystyle E_{T}} در توپولوژی اپراتور قوی {\displaystyle L^{p}}  است اگر {\displaystyle 1\leq p<\infty ,} و در توپولوژی اپراتور ضعیف است اگر {\displaystyle p=\infty } باشد.
اغلب این درست است که داشته باشیم: {\displaystyle 1<p\leq \infty :} قضیه حالت‌های همگرایی تسلطی ارگودیک مربوط به Wiener–Yoshida–Kakutani بیان می‌کند که میانگین‌های ارگودیک از  {\displaystyle f\in L^{p}} در{\displaystyle L^{p}} مسلط شده‌است. به هر حال اگر {\displaystyle f\in L^{1}} باشد ممکن است میانگین‌های ارگودیک از {\displaystyle L^{1}} مسلط نشده باشد.
سرانجام اگر فرض شود که f در طبقه Zygmund است یعنی {\displaystyle |f|\log ^{+}|f|} انتگرال پذیر باشد در این صورت حد متوسط ارگودیک حتی در {\displaystyle L^{1}} تسلط یافته‌است.

## زمان اقامت
فرض کنید که {\displaystyle (X,\Sigma ,\mu )} یک فضای اندازه‌گیری باشد به‌طوری‌که {\displaystyle \mu (X)} محدود وغیر صفر است. مدت زمانی که در یک مجموعه قابل اندازه‌گیری A سپری می‌شود زمان اقامت نامیده می‌شود. یکی از نتیجه‌هایی که بلافاصله از قضیه ارگودیک به دست می‌آید این است که در یک سیستم اندازه نسبی A معادل با متوسط زمان اقامت است:
{\displaystyle {\frac {\mu (A)}{\mu (X)}}={\frac {1}{\mu (X)}}\int \chi _{A}\,d\mu =\lim _{n\rightarrow \infty }\;{\frac {1}{n}}\sum _{k=0}^{n-1}\chi _{A}\left(T^{k}x\right)}
برای تمام xها به جز برای یک مجموعه با اندازه صفر به‌طوری‌که {\displaystyle \chi _{A}} شاخص تابعی از A است.
فرض کنید که زمان‌های پیش آمد از یک مجموعه قابل اندازه‌گیری A به عنوان مجموعه‌ای از
k۱، k۲، k۳،... ،
از زمان‌های k به‌طوری‌که Tk(x) که در A وجود دارد به تر تیب افزایشی دسته‌بندی شده باشند.
تناوب میان زمان‌های رخداد متوالی Ri = ki − ki−۱
زمان‌های بازگشتی نامیده می‌شود. یکی از نتایج دیگری که از قضیه ارگودیک گرفته می‌شود این است که متوسط زمان بازگشت از A به‌طور معکوس متناسب است با اندازه A. فرض می‌کنیم که که نقطه ابتدایی x در A است بنابر این:
k۰ = ۰.
{\displaystyle {\frac {R_{1}+\cdots +R_{n}}{n}}\rightarrow {\frac {\mu (X)}{\mu (A)}}\quad {\mbox{(almost surely)}}}
- هر چه A کوتاه‌تر باشد در این صورت مدت زمان بازگشت به آن طولانی‌تر است.

## زنجیر ه‌های Markov
در یک زنجیر ه Markov یک عبارت {\displaystyle i} به صورت ارگودیک است اگر نا دوره‌ای وبر گردنده مثبت باشد. اگر تمام عبارات در زنجیره Markov
به صورت ارگودیک باشند در این صورت زنجیره ارگودیک است.

## تجزیه ارگودیک
متعقابا اینکه ergodicity یک سیستم پویا یک ویژگی خاص تحویل نا پذیر است وابسته به مفهوم نمایش غیرقابل تقلیل جبری وعدد اول در ریاضیات است. یک تبدیل حفظ‌کننده اندازه‌گیری یا جریانی روی فضای ergodicity مطابق با یک تجزیه متعارف به اجزای ارگودیک آن است یعنی به هر کدام از اجزایی که ارگودیک هستند.